# بخش حیدرآباد (هند)
بخش حیدرآباد (به انگلیسی: Hyderabad district) یک منطقهٔ مسکونی در هند است که در آندرا پرادش واقع شده‌است. بخش حیدرآباد ۲۱۷ کیلومتر مربع مساحت و ۳٬۹۴۳٬۳۲۳ نفر جمعیت دارد.

## خواهرخوانده
شهر دبی خواهرخواندهٔ بخش حیدرآباد (هند) هست.